# Marian Purică
Marian Iordache Purică (n. 5 decembrie 1978, Buhuși, România) este un fost fotbalist profesionist român care a jucat pe postul de fundaș lateral. A evoluat 10 ani la Ceahlăul, timp în care a acumulat 190 de meciuri și a marcat 16 goluri. Ulterior, a activat în principal în Liga III și în Italia pentru echipa din ligile inferioare Rivanazzano Terme.

## Onoruri
Ceahlăul Piatra Neamț
- Divizia B : 2005–06[1]